# Verrucaria devergens
Verrucaria devergens är en lavart som beskrevs av William Nylander. 
Verrucaria devergens ingår i släktet Verrucaria och familjen Verrucariaceae. Enligt den finländska rödlistan är arten sårbar i Finland. Arten är reproducerande i Sverige. Artens livsmiljö är kalkstensklippor och kalkbrott, inklusive bar kalkjord.